# Phrictus buechei
Phrictus buechei är en insektsart som beskrevs av Thierry Bourgoin och Arnaud 2004. Phrictus buechei ingår i släktet Phrictus och familjen lyktstritar. Inga underarter finns listade i Catalogue of Life.